# Thi Tuấn
Thi Tuấn (tiếng Trung: 侍俊; sinh tháng 1 năm 1962) là sĩ quan cảnh sát cấp cao của nước Cộng hòa Nhân dân Trung Hoa. Ông hiện là Ủy viên Đảng ủy Bộ Công an, Thứ trưởng Bộ Công an Trung Quốc; nguyên Phó Tổng Thư ký Ủy ban Chính trị Pháp luật Trung ương Đảng Cộng sản Trung Quốc, Phó Tỉnh trưởng tỉnh Tứ Xuyên kiêm Bí thư Đảng ủy, Giám đốc Sở Công an tỉnh Tứ Xuyên và Đại biểu Đại hội đại biểu Nhân dân toàn quốc (Quốc hội Trung Quốc) khóa XI nhiệm kỳ 2008 đến năm 2013.

## Tiểu sử

### Thân thế
Thi Tuấn là người Hán sinh tháng 1 năm 1962 tại Diêm Thành, tỉnh Giang Tô.

### Giáo dục
Tháng 9 năm 1984 đến tháng 7 năm 1986, ông theo học chuyên ngành giáo dục chính trị tại Học viện Chính trị Thanh niên Trung Quốc.
Tháng 6 năm 1989 đến tháng 6 năm 1991, Thi Tuấn theo học lớp chính quy chuyên ngành quản lý kinh tế khoa chính trị và giáo dục tại Đại học Sư phạm Tứ Xuyên.
Tháng 9 năm 1996 đến tháng 7 năm 1998, ông theo học lớp chương trình học nghiên cứu sinh, Học viện Quản lý kinh tế tại Đại học Tứ Xuyên.
Tháng 8 năm 2004 đến tháng 6 năm 2006, ông theo học chuyên ngành kỹ thuật xây dựng dân dụng và kiến trúc khoa kỹ thuật kiến trúc tại Đại học Giao thông Tây Nam.

### Sự nghiệp
Tháng 10 năm 1978, Thi Tuấn tham gia công tác làm công nhân nhà máy que hàn Trung Quốc ở thành phố Tự Cống, tỉnh Tứ Xuyên và lần lượt được cử làm Phó Bí thư rồi Bí thư Đoàn Thanh niên Cộng sản nhà máy và Bí thư Đoàn Thanh niên Cộng sản công ty vậy liệu hàn Trung Quốc. Tháng 9 năm 1980, ông gia nhập Đảng Cộng sản Trung Quốc.
Tháng 3 năm 1984, Thi Tuấn chuyển lên công tác tại tổ chức Đoàn Thanh niên Cộng sản thành phố Tự Cống, tỉnh Tứ Xuyên và được bổ nhiệm làm Trưởng ban Công tác Thanh niên, Trưởng ban Tuyên truyền của Đoàn Thanh niên Cộng sản Thành ủy Tự Cống. Tháng 11 năm 1986, Thị Tuấn được bổ nhiệm làm Phó Bí thư Đoàn Thanh niên Cộng sản Thành ủy Tự Cống. Tháng 9 năm 1991, ông được bổ nhiệm giữ chức Bí thư Đoàn Thanh niên Cộng sản Thành ủy Tự Cống, tỉnh Tứ Xuyên. Tháng 2 năm 1993, ông được bổ nhiệm làm Bí thư Đoàn Thanh niên Cộng sản Thành ủy Tự Cống, Phó Chủ nhiệm Ủy ban Quản lý Khu phát triển công nghệ cao Tự Cống; từ tháng 5 năm 1994, ông giữ chức chức Bí thư Đoàn Thanh niên Cộng sản Thành ủy Tự Cống kiêm Bí thư Đảng ủy, Phó Chủ nhiệm Ủy ban Quản lý Khu phát triển công nghệ cao Tự Cống.
Tháng 4 năm 1995, ông được bổ nhiệm làm Phó Tổng Thư ký Chính phủ nhân dân thành phố Tự Cống kiêm Bí thư Đảng ủy, Chủ nhiệm Ủy ban Quản lý Khu phát triển công nghệ cao Tự Cống; từ tháng 4 năm 1996, ông giữ chức Phó Tổng Thư ký Chính phủ nhân dân thành phố Tự Cống, Bí thư Đảng ủy, Chủ nhiệm Ủy ban Quản lý Khu phát triển công nghệ cao Tự Cống và Chủ nhiệm Ủy ban Xây dựng thành phố Tự Cống.
Tháng 8 năm 1997, ông được bổ nhiệm giữ chức Phó Thị trưởng Chính phủ nhân dân thành phố Tự Cống, tỉnh Tứ Xuyên. Tháng 6 năm 2001, ông được bổ nhiệm làm Ủy viên Ban Thường vụ Thành ủy Tự Cống, Phó Thị trưởng Thường trực Chính phủ nhân dân thành phố Tự Cống. Tháng 1 năm 2005, ông được luân chuyển giữ chức Phó Bí thư Thành ủy Quảng Nguyên, quyền Thị trưởng thành phố Quảng Nguyên, tỉnh Tứ Xuyên; đến tháng 4 năm 2005, ông chính thức được bầu làm Thị trưởng Chính phủ nhân dân thành phố Quảng Nguyên. Tháng 5 năm 2007, Thị Tuấn được điều chuyển làm Bí thư Châu ủy Châu tự trị dân tộc Tạng-Khương Ngawa, tỉnh Tứ Xuyên.
Năm 2008, Thi Tuấn được bầu làm Đại biểu Đại hội đại biểu Nhân dân toàn quốc (Quốc hội Trung Quốc) khóa XI nhiệm kỳ 2008 đến năm 2013.
Tháng 2 năm 2012, Thị Tuấn được bổ nhiệm làm Trợ lý Tỉnh trưởng tỉnh Tứ Xuyên kiêm Bí thư Đảng ủy, Giám đốc Sở Công an tỉnh Tứ Xuyên. Tháng 1 năm 2013, ông được bổ nhiệm giữ chức Phó Tỉnh trưởng Chính phủ nhân dân tỉnh Tứ Xuyên kiêm Bí thư Đảng ủy, Giám đốc Sở Công an tỉnh Tứ Xuyên. Tháng 4 năm 2015, ông được bổ nhiệm làm Ủy viên Ban Thường vụ Tỉnh ủy, Phó Tỉnh trưởng tỉnh Tứ Xuyên kiêm Bí thư Đảng ủy, Giám đốc Sở Công an tỉnh Tứ Xuyên. Tháng 5 năm 2015, Thị Tuấn được bổ nhiệm giữ chức Ủy viên Ban Thường vụ Tỉnh ủy, Bí thư Ủy ban Chính trị Pháp luật Tỉnh ủy Tứ Xuyên, đồng thời ông thôi kiêm nhiệm các chức vụ Phó Tỉnh trưởng tỉnh Tứ Xuyên kiêm Bí thư Đảng ủy, Giám đốc Sở Công an tỉnh Tứ Xuyên. Tháng 12 năm 2016, ông được điều động làm Phó Tổng Thư ký Ủy ban Chính trị Pháp luật Trung ương Đảng Cộng sản Trung Quốc.
Tháng 6 năm 2017, Thi Tuấn được Quốc vụ viện Trung Quốc bổ nhiệm giữ chức vụ Ủy viên Đảng ủy Bộ Công an, Thứ trưởng Bộ Công an Trung Quốc.